# Incidente UFO di Mansfield
Per incidente UFO di Mansfield, conosciuto anche come incidente UFO di Coyne, si intende un avvistamento di UFO verificatosi nel 1973 in USA nello stato dell’Ohio da parte di un elicottero militare comandato dal capitano Lawrence Coyne. L’ufologo Ronald Story ha inserito l’incidente nell'elenco dei dieci migliori casi di UFO.

## L’avvistamento
Il 18 ottobre 1973 alle 22,30 un elicottero Huey della Riserva dell’Esercito degli Stati Uniti d’America partì da Columbus per rientrare alla base di Cleveland. L’equipaggio era composto da quattro membri: il comandante, capitano Lawrence Coyne, il pilota, tenente Arrigo Jezzi, il sergente John Healey e lo specialista Robert Yanacsek. Alle 23,00 l’elicottero si trovava a circa 15 km a sud di Mansfield. Healey notò in cielo a ovest una singola luce rossa, che sembrava più brillante della luce di segnalazione di un aereo, ma la cosa non gli sembrò importante. Due minuti dopo, Yanacsek vide a sud-ovest, sopra l’orizzonte, una luce rossa; dato che non lampeggiava, pensò che fosse la luce di segnalazione di una torre radiofonica, anziché quella di un aereo. Il sottufficiale guardò la luce per più di un minuto, poi richiamò l’attenzione di Coyne; il comandante guardò la luce e la ritenne lontana dalla rotta, tuttavia disse a Yanacsek di tenerla d’occhio. Dopo circa mezzo minuto, Yanacsek disse che la luce aveva virato verso l’elicottero e si muoveva verso di esso, sembrando essere su una rotta di collisione. Coyne verificò l’affermazione di Yanacsek, quindi prese i comandi da Jezzi e guidò il velivolo in discesa ad una velocità di 500 piedi al minuto. Il comandante pensò che potesse trattarsi di un aereo F-100 della Guardia nazionale partito da Mansfield e chiamò pertanto la torre di controllo della base, ma dopo un contatto iniziale la radio tacque. Jezzi tentò di chiamare ancora sia sulla frequenza UHT che su quella VHT, ma senza successo. Coyne aumentò la velocità di discesa a 2000 piedi al minuto, ma la luce continuò a dirigersi verso l’elicottero, diventando sempre più luminosa. Quando la collisione sembrava imminente, la luce si fermò assumendo una posizione sospesa di fronte l’elicottero e al di sopra di esso. Coyne e gli altri membri dell’equipaggio videro che si trattava di un oggetto a forma di sigaro, di colore grigio, dall’apparenza metallica, sormontato da una cupola; l’oggetto emetteva una luce rossa dalla parte anteriore e una luce bianca dalla coda. Dalla parte inferiore dell’oggetto posta vicino alla coda partì un fascio di luce verde che investì la parte anteriore dell’elicottero. Dopo circa 10 secondi, l’oggetto cominciò a spostarsi verso ovest e si sentì sull’elicottero una specie di urto, poi cominciò ad accelerare e da questo momento fu visibile solo la luce bianca; in seguito, fece una virata di 45°, quindi continuò ad accelerare finché, dopo circa due minuti, sparì all’orizzonte. Coyne e Jezzi notarono che l’elicottero aveva cominciato a salire ad una velocità di 1.000 piedi al minuto, nonostante nessuno dei due avesse preso i comandi per impostare la risalita. Dopo avere cautamente manovrato i comandi per alcuni secondi, i due ufficiali ripresero il controllo dell’elicottero e lo riportarono all’altezza prevista dal piano di volo. Dopo essere riusciti a contattare la base di Akron, proseguirono il viaggio fino a Cleveland, dove atterrarono.

## Indagini e ipotesi
Coyne fece rapporto sull’accaduto. Un test condotto sul rotore dell’elicottero rivelò che non era stato sottoposto a stress. Fu escluso che l’oggetto osservato dall’equipaggio potesse essere un aereo F-100 come aveva pensato inizialmente Coyne, perché l’ultimo aereo della Guardia nazionale aveva lasciato la base di Mansfield alle 22,47. Fu scartata anche la possibilità che si trattasse di un aereo di altro tipo, perché durante l’avvistamento l’equipaggio non aveva sentito alcun rumore di motori e non aveva visto alcun elemento che potesse fare pensare ad un aereo convenzionale (presenza di ali, impennaggi, scritte, loghi e numeri sulla fusoliera, ecc.); inoltre le luci osservate non erano quelle tipiche degli aerei.
Lo scettico Philip J. Klass ha condotto un’inchiesta sull’accaduto, esaminando il rapporto ufficiale di Coyne e intervistando l’equipaggio dell’elicottero, arrivando alla conclusione che si era trattato di un meteorite.  Quest’ipotesi è stata respinta dagli ufologi, in base alla durata del fenomeno, del movimento dell’oggetto non compatibile con quello di un meteorite (con accelerazioni, ripartenze e virata finale ad angolo retto) e della forma a sigaro osservata dai testimoni. Inoltre, due ufologi dell’Ohio hanno rintracciato una signora che quella sera transitava in auto nella zona con quattro adolescenti (figli e nipoti): i testimoni hanno dichiarato che intorno alle 23 hanno osservato sia l’elicottero che un altro oggetto che si trovava vicino al velivolo e aveva la forma di una pera, con una luce verde nella parte posteriore. Il caso è stato esaminato anche da un gruppo di ufologi coordinato dall’astrofisico Peter Sturrock, che comprendeva anche il biochimico Michael Swords. Secondo il gruppo di Sturrock, Klass avrebbe trascurato alcune evidenze fisiche verificatesi durante l’avvistamento. Secondo il racconto di Coyne, l’ago della bussola fece sul quadrante alcuni giri e successivamente la bussola dovette essere cambiata perché non funzionava correttamente. Inoltre l’ipotesi del meteorite non spiega il silenzio radio, né la risalita dell’elicottero senza che i piloti abbiano toccato i comandi.
Klass ha ribattuto che il racconto degli altri testimoni risale a tre anni dopo i fatti, che il luogo dove hanno detto che si trovavano non coincide con quello dove è avvenuto l’avvistamento e che alcuni particolari del loro racconto non coincidono con quelli del racconto di uno dei membri dell’equipaggio dell’elicottero. Klass ha affermato inoltre che Coyne non ha mai menzionato nel rapporto ufficiale un’anomalia di funzionamento della bussola durante l’avvistamento; inoltre, Jezzi gli aveva detto che lo strumento aveva occasionalmente mostrato problemi di funzionamento anche in precedenza, quindi la necessità della sua sostituzione sarebbe stata causata dall’incidente UFO. Quanto al silenzio radio, non si spiegherebbe con un’attività elettromagnetica dell’UFO ma con la posizione dell’elicottero, che in quel momento si trovava al di fuori della linea di vista degli aeroporti interessati (Mansfield, Akron e Cleveland). Anche la risalita dell’elicottero non sarebbe dovuta all’attività dell’UFO ma ad un’azione di Coyne o Jezzi, che avrebbero inconsciamente attivato il comando di risalita. Klass ha infine ribadito la sua ipotesi del meteorite, aggiungendo che in quel periodo c’era lo sciame meteorico delle Orionidi e che non ci sono evidenze fisiche a favore di altre ipotesi. Klass ha affermato che Coyne aveva inizialmente condiviso la sua analisi, ma ha cambiato parere quando l’incidente è stato giudicato dal National Enquirer come il miglior caso UFO del 1973, per cui l’equipaggio dell’elicottero ha ricevuto un premio di 5.000 dollari ed è diventato famoso. Klass ha aggiunto di avere inviato una copia della sua analisi all’Agenzia per la sicurezza aerea dell’Esercito; il vice comandante dell’Agenzia, colonnello Samuel Pelagian, gli ha risposto che l’analisi era stata effettuata in modo logico.
Secondo l'ufologo Frank B. Salisbury, ricercatore alla Utah State University, la spiegazione del meteorite avanzata da Klass presuppone che vi siano stati, da parte dell'equipaggio dell'elicottero, errori di percezione e di interpretazione del fenomeno. Ciò è possibile, ma non è assolutamente certo.
L’ufologo Kevin Randle, con un’esperienza militare nel campo degli elicotteri, ha contestato l’affermazione di Klass secondo cui la risalita dell’elicottero sarebbe stata dovuta ad un’azione eseguita inconsciamente da Coyne o da Jezzi all’insaputa l’uno dell’altro, perché ciò non è in accordo con le procedure di pilotaggio di elicotteri dell’esercito statunitense. Secondo Randle, l’interpretazione del meteorite è forzata e non convincente e non ci sono per l’incidente altre spiegazioni convenzionali, quindi il caso si deve considerare come “non spiegato”.
Nel 2018 è stata avanzata l’ipotesi secondo cui l’UFO era in realtà un aereo cisterna militare, che aveva scambiato l’elicottero per un velivolo da rifornire in volo. Secondo Kevin Randle, quest’ipotesi non sarebbe però in accordo con diversi particolari della testimonianza del capitano Coyne.